# Anthurium mourae
Anthurium mourae är en kallaväxtart som beskrevs av Adolf Engler. Anthurium mourae ingår i släktet Anthurium och familjen kallaväxter. Inga underarter finns listade.